# Фуниен паяк
Фуниените паяци (Atypus muralis) са вид паякообразни от семейство Atypidae.
Таксонът е описан за пръв път от Филип Берткау през 1890 година.